# Prima, durante, dopo
Prima, durante, dopo è un singolo dei Ridillo pubblicato nel 2001.
Il secondo singolo per la New Music International è una canzone pop composta da Daniele Benati e Claudio Zanoni che include un breve inserto rap. La seconda versione del brano, la chillout version, verrà successivamente preferita all'originale per l'inclusione in Weekend al Funkafè.

## Tracce
CD singolo (New Music NSCD 184)
1. Prima, durante, dopo - 3:39
2. Prima, durante, dopo (chillout version) - 3:22